# マボロシ可憐GeNE
マボロシ可憐GeNE（マボロシかれんジーン）は、日本の女性アイドルグループ。
ITP（アイドルのたまごプロジェクト）の選抜ユニットである。東京を中心に活発なライブ活動を展開していた。
2013年12月30日に初ライブを行い活動を開始し、略称は「マボカレ」、ファンの通称は「可憐人」「可憐女」。
2018年3月31日に全メンバーが卒業し独立、新ユニット幻.noを立ち上げるに至り活動休止となった。
幻.noに譲渡された「トリドリ」「ドキ!onストリート」を除いた楽曲は後継ユニットであるモエギノジノムに引き継がれた。

## 最終メンバー
| 名前                              | 誕生日                | 出身地 | 愛称     | 担当色 | 担当色 | ファンの通称 | 備考                                                                                            |
| --------------------------------- | --------------------- | ------ | -------- | ------ | ------ | ------------ | ----------------------------------------------------------------------------------------------- |
| 早乙女 ゆみの （さおとめ ゆみの） | 1994年11月5日（30歳） | 栃木県 | ゆみの   | 赤     |        | ゆみのふ     | マボロシ可憐GeNEリーダー。 元ダイヤの原石メンバー。 2022年8月、鬼越トマホークの坂井良多と結婚。 |
| 沖本 蒼奈 （おきもと あおな）     | 3月13日               | 上海市 | あおやん | 青     |        | 沖本連合     | メンバー最年少。 ミスiD2016ファイナリスト。 DJあおむ氏としても活動している。                    |
| 日奈森 あこ （ひなもり あこ）     | 2月9日                | 東京都 | あーこ   | 黄緑   |        | ナモリ倶楽部 | アパレル関係の職歴を活かして衣装のアレンジなどを行っている。                                    |
| 水神 結真 （みかみ ゆま）         | 1月18日               | 鳥取県 | ゆまち   | 黄     |        | 水神家       | 様々な媒体での毎日配信を行っている。 通称「ゆまチャレ」 本人曰く「謎多き女」                    |

### 過去のメンバー
- あつき（あつき、在籍期間：結成 - 2014年5月11日）
- 千葉 里依紗（ちば りいさ、在籍期間：結成 - 2014年8月31日）
- 夏野 香波（なつの かなみ、在籍期間：2014年6月1日 - 2017年2月4日）
- 朝比奈 まや（あさひな まや、在籍期間：2014年6月1日 - 2017年10月15日）

## 略歴
デビュー当初は「遺伝子レベルで推されたい人生だった」をコンセプトにして活動していたが「ストレスフリーライブでわりとアイドルグループ感出てるアイドル」というコンセプトが途中から追加になった。
基本的には関東地方でのライブを中心に活動しているが、ワンマンライブ前に「まぼチャレ」と呼ばれる集客企画を大々的におこなったり、グループ主催のオフ会や撮影会などを不定期に開催していた。
- 2013年
  - 12月1日 早乙女ゆみの、沖本蒼奈、里依紗、あつきによって結成。
  - 12月30日 「アイドルプラネット プレミアムLIVE DAY」にて初ライブ。[2]
- 2014年
  - 5月11日 あつきが卒業。
  - 6月1日 サポートメンバーとして夏野香波、朝比奈まや、湊愛理が加入。
  - 7月19日 サポートメンバーであった夏野 香波、朝比奈まやが正規メンバーとして加入。湊愛理は学業優先のため活動を自粛。[3]
  - 8月30日 限定200枚で初の音源CD-R『unripe-genome』を発売。
  - 8月31日 千葉里依紗が卒業。
- 2015年
  - 11月25日 「限界BORDER / ヒカリへ、ミライへ。」リリース。
  - 12月30日 限定700枚で会場限定CD「ambivalent-genome」を発売。
- 2016年
  - 1月9日 新宿ReNYにて1stワンマンライブ「IDOL's High 4U」を開催。
  - 3月27日 FORCE MUSICより2016年6月7日にCDを発売することを発表。
  - 6月7日「最強純情DNA[4]／キミは何色？」発売[5]
  - 11月14日 沖本が「ホットジョージア応援QUEEN決定戦」にエントリー[6]。
- 2017年
  - 2月4日 下北沢GARDENにて2nd ワンマンライブ「WHAT’S NEXT 4U? 〜ヒカリヘ、ミライヘ〜」を開催。同公演をもって夏野香波が卒業。
  - 5月22日 日奈森あこ、水神結真が加入。
  - 8月1日 渋谷O-WESTにて3rdワンマンライブ「幻ワンマン～遺伝子レベルで恋してる？～」を開催。同公演にて年末年始の東名阪ワンマンツアー開催を発表。
  - 10月15日 朝比奈まやが卒業。
  - 10月22日 新栄RAD SEVENにて東名阪ワンマンツアー初日「Far East Genes〜遺伝子ツアー〜 名古屋」が開催。
  - 11月18日 長堀橋ＷＡＸＸにて東名阪ワンマンツアー二日目を開催。
  - 12月17日 2ndシングル「Three set CD」発売[7]。
  - 12月22日 動画配信アプリMixChannel LIVEのKOJI oba楽曲争奪コンテストにて日奈森あこが優勝。
- 2018年
  - 1月2日 渋谷TSUTAYA O-EASTにて東名阪ワンマンツアー最終日を開催。同公演のDVD化と第2第4金曜日に大塚で無料定期公演開催を発表。
  - 2月18日 新木場コーストにて開催されたまけんグミフェスJOYSOUNDPRESTNTSチャレンジステージにて16組の出場アイドルの中で指名来場者ポイント、会場投票ポイントの両方で一位を取り優勝。JOYSOUND店舗曲間30秒CMへの出演権と8月14日にZepp Tokyoにて開催されるまけんグミフェスメインステージ出演権を獲得。
  - 3月31日 目黒鹿鳴館にてマボロシ可憐GeNE卒業公演〜あれは幻？いや、幻なんかじゃなかったんだ〜を開催。同日をもってその時点の全メンバーである早乙女ゆみの、沖本蒼奈、日奈森あこ、水神結真が卒業。

## 出演

### WEBドラマ
- 『臨床犯罪学者 火村英生の推理』another story「切り裂きジャックを待ちながら」（2016年3月、Hulu） - 貴方に首すじ噛まれ隊 役

### イベント
- 武道館アイドル博2017（2017年5月6日、日本武道館）[8]